# مصطفی بدرالدین
مصطفی بدرالدین (۶ آوریل ۱۹۶۱ — ۱۰ مه ۲۰۱۶) که با نام‌های مصطفی امین بدرالدین، مصطفی یوسف بدرالدین، سامی عیسی و الیاس فؤاد سائب نیز شناخته می‌شد رهبر شاخه نظامی حزب‌الله لبنان و پسر عمو و برادر همسر عماد مغنیه بود.
برخی منابع خبری بدرالدین را فرمانده کل شاخه حزب‌الله لبنان معرفی کرده‌اند. خبرگزاری ایرنا با یادآوری اینکه مصطفی بدرالدین سابقه و جایگاه ویژه‌ای در حزب‌الله داشت، از او با عنوان جانشین عماد مغنیه نام برده است.
مصطفی بدرالدین در اوایل دهه ۱۹۸۰ میلادی به اتهام توطئه برای منفجر کردن سفارت آمریکا در کویت و ترور امیر آن کشور پس از محاکمه به مدت ۱۶ هفته به دلیل طراحی حملات به مرگ محکوم شد. او به دلیل قطع پا، با پای چوبی در جلسات این دادگاه شرکت می‌کرد. او در دادگاه اظهار داشته بود که تمامیت ارضی کویت را به رسمیت نمی‌شناسد. با اشغال کویت توسط عراق، او از زندان آزاد شده به لبنان بازگشت و همکاری با حزب‌الله لبنان را آغاز کرد. هیئت قضایی ویژه سازمان ملل متحد برای بررسی ترور رفیق حریری، نخست‌وزیر پیشین لبنان، حکم پیگرد قانونی او را صادر کرده اما این حکم هرگز به اجرا در نیامد.
بدرالدین به اتهام مشارکت در انفجار سفارت آمریکا در کویت در سال ۱۹۸۳ در کویت بازداشت شده بود، او محکوم به اعدام شده بود، اما پس از حمله عراق به کویت آزاد شده بود.
در سال ۲۰۱۲، ایالات متحده بدرالدین را به اتهام حمایت فعالانه از حکومت سوریه و مشارکت در سرکوب و کشتار مردم آن کشور مورد تحریم قرار داد. به گفته منابع آمریکایی، این فرد از جمله اعضای مؤثر در مدیریت عملیات نظامی حزب‌الله در سوریه بود.

## کشته شدن
روز جمعه، ۱۳ مه ۲۰۱۶، ایستگاه تلویزیونی المنار، وابسته به گروه حزب‌الله لبنان، گزارش کرد که مصطفی بدرالدین، از فرماندهان ارشد شاخه نظامی این گروه در سوریه کشته شده است.
حسن نصرالله، رهبر حزب‌الله لبنان، یک هفته پس از کشته شدن بدرالدین گفت: «این سازمان نیروهای اسرائیلی را در زمینه کشته شدن مصطفی بدرالدین در سوریه متهم نمی‌کند.» او همچنین گفت: «همه نشانه‌ها حاکی از آن است که گروه‌های تکفیری منطقه مرتکب این جنایت شده‌اند.»
گادی آیزنکوت، رئیس ستاد کل ارتش اسرائیل می‌گوید بنا به تحقیق سازمان اطلاعاتی اسرائیل مصطفی بدرالدین، فرمانده نظامی حزب‌الله لبنان، به دست اعضای خود این گروه کشته شده است. ژنرال آیزنکوت گفت: «این قتل نشان دهنده بحران عمیق در داخل حزب‌الله است.» پس از کشته شدن مصطفی بدرالدین در ماه مه ۲۰۱۶، موجی در رسانه‌های عرب به راه افتاد مبنی بر این که مصطفی بدرالدین قربانی تصفیه درونی حزب‌الله شده و به دست عوامل خود این حزب یا متحدانش کشته شده است.